# Estádio Ary de Oliveira e Souza
Het Estádio Ary de Oliveira e Souza (beter bekend als Arizão) is een multifunctioneel stadion in Campos dos Goytacazes, een stad in Brazilië. 
Het stadion wordt vooral gebruikt voor voetbalwedstrijden, de voetbalclub Goytacaz FC maakt gebruik van dit stadion. In het stadion is plaats voor 15.000 toeschouwers. Het stadion werd geopend in 1938. Het stadion is vernoemd naar Ary de Oliveira e Souza, de voormalig president van Goytacaz FC.